# Ушак (град)
Ушак (тур. Uşak) је град у Турској у вилајету Ушак. Према процени из 2009. у граду је живело 173.397 становника.

## Становништво
Према процени, у граду је 2009. живело 173.397 становника.
| 1990.   | 2000.   |
| ------- | ------- |
| 105.270 | 137.001 |